# Desheng (köping i Kina, Sichuan)
Desheng (kinesiska: 得胜镇, 得胜) är en köping i Kina. Den ligger i provinsen Sichuan, i den sydvästra delen av landet, omkring 220 kilometer sydost om provinshuvudstaden Chengdu.
Genomsnittlig årsnederbörd är 1 434 millimeter. Den regnigaste månaden är september, med i genomsnitt 295 mm nederbörd, och den torraste är december, med 19 mm nederbörd.